# Brauerei Bub
Die Brauerei Bub ist eine Brauerei in Leinburg, die auf das Jahr 1617 zurückgeht. Der Verkauf findet überwiegend im Nürnberger Land statt. Pro Jahr werden etwa 10.000 Hektoliter Bier produziert.

## Geschichte

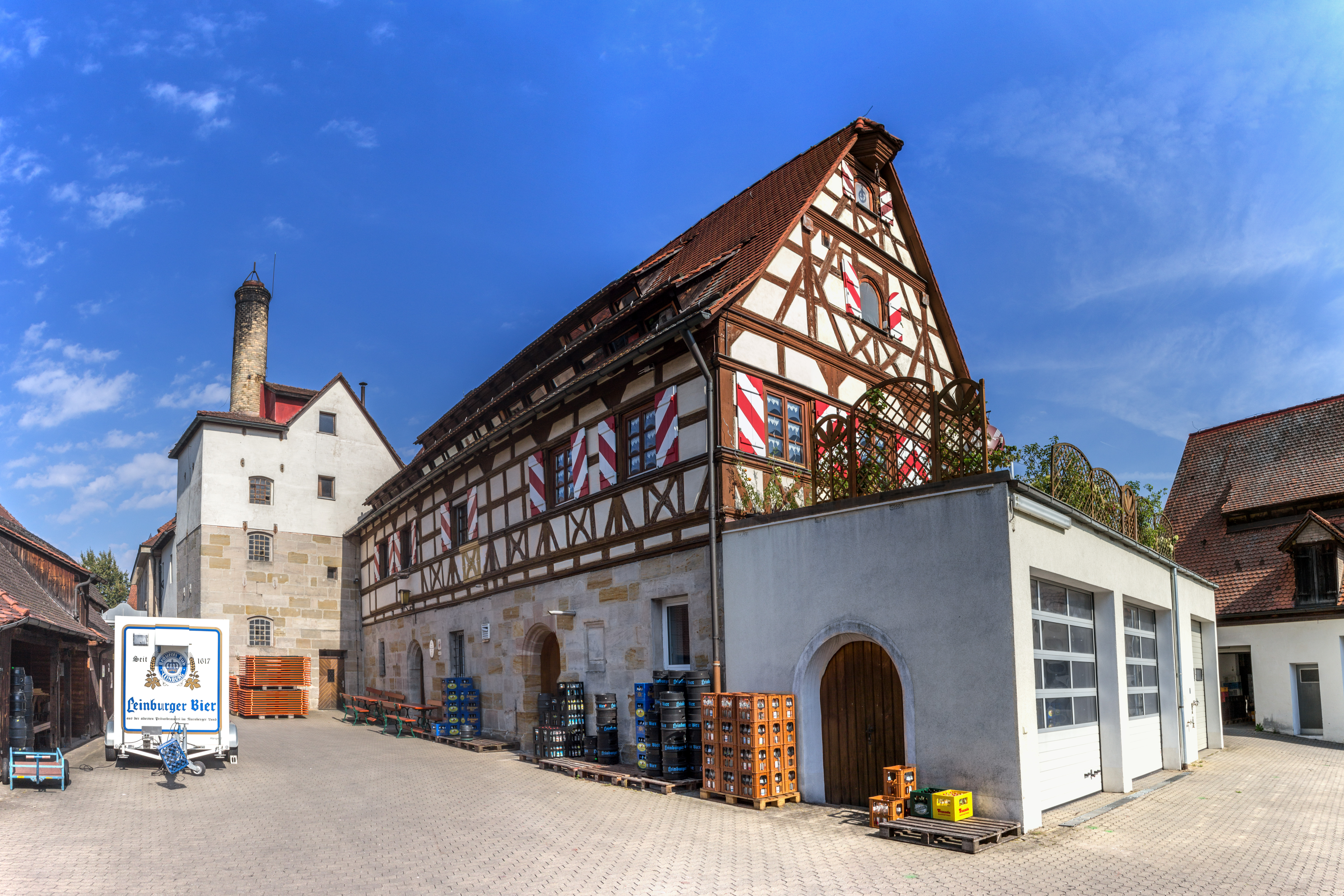
Die Brauerei

Die Brauerei ist die älteste Privatbrauerei im Nürnberger Land. Auf Veranlassung des Nürnberger Patriziates wurde im Jahre 1617 begonnen, in Leinburg Bier zu brauen. Die Brauerei, welche damals als Kyfabers Brey Haus bezeichnet wurde, ging 1830 als Brauerei Zur Krone in den Besitz von Johann Bub und Kunigunde Bachmeyer über. Seitdem wird das Unternehmen von Angehörigen der Familie Bub geleitet. Ursprünglich waren die Bubs Müller und betrieben neben anderen Mühlen auch die ehemaligen Roesmühle und die Obermühle im Nürnberger Reichswald. Nach Johann und Kunigunde, Wolfgang und Babette, Konrad und Margarete, Wilhelm und Katharina führen Ernst (verstorben) und Cornelia in der fünften Generation die Brauerei.
Der Brauereigasthof wird nicht mehr bewirtschaftet.

## Produkte
In der Brauerei werden folgende Biere unter dem Markennamen Leinburger Bier hergestellt:

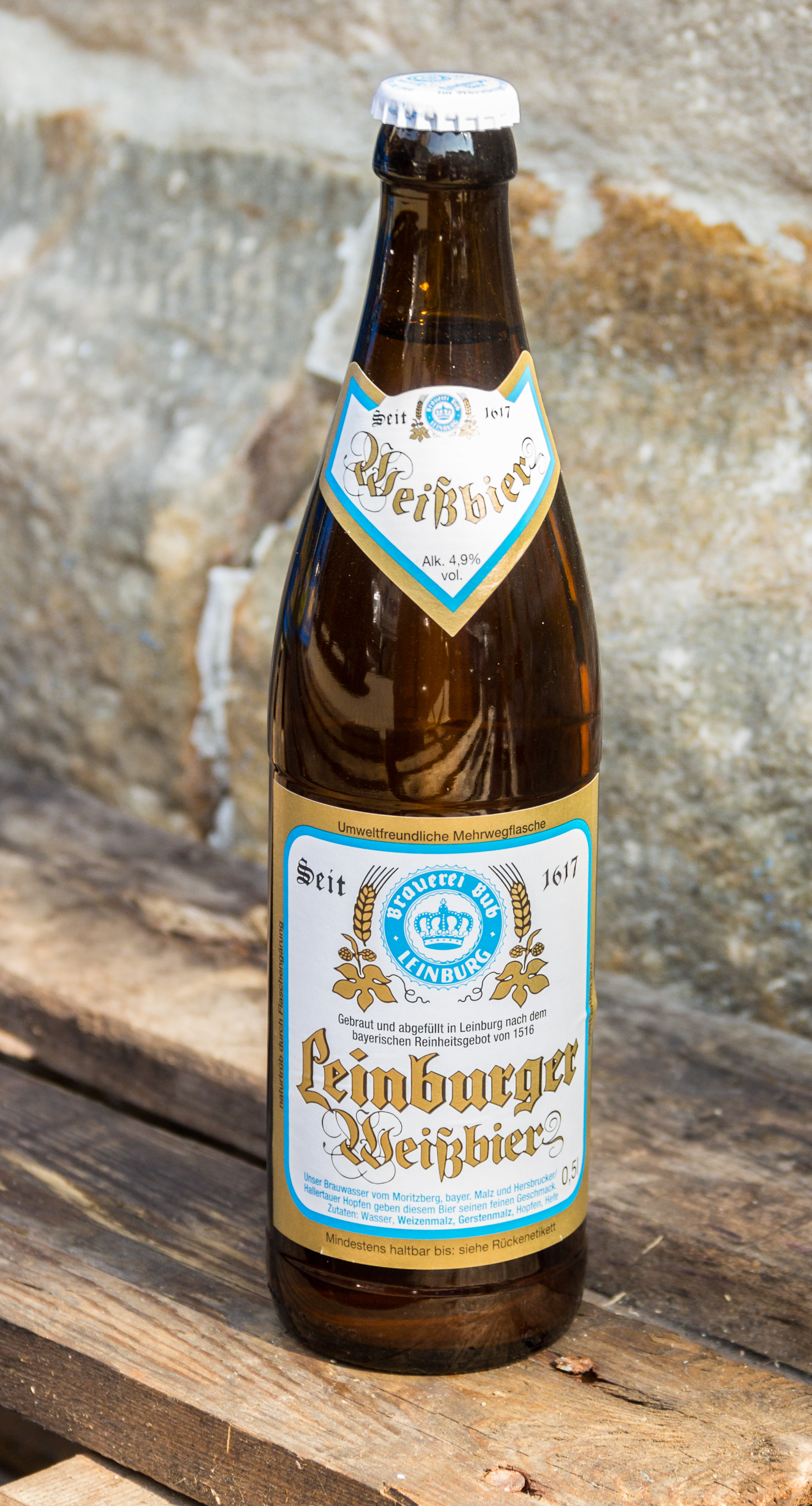
Leinburger Weißbier
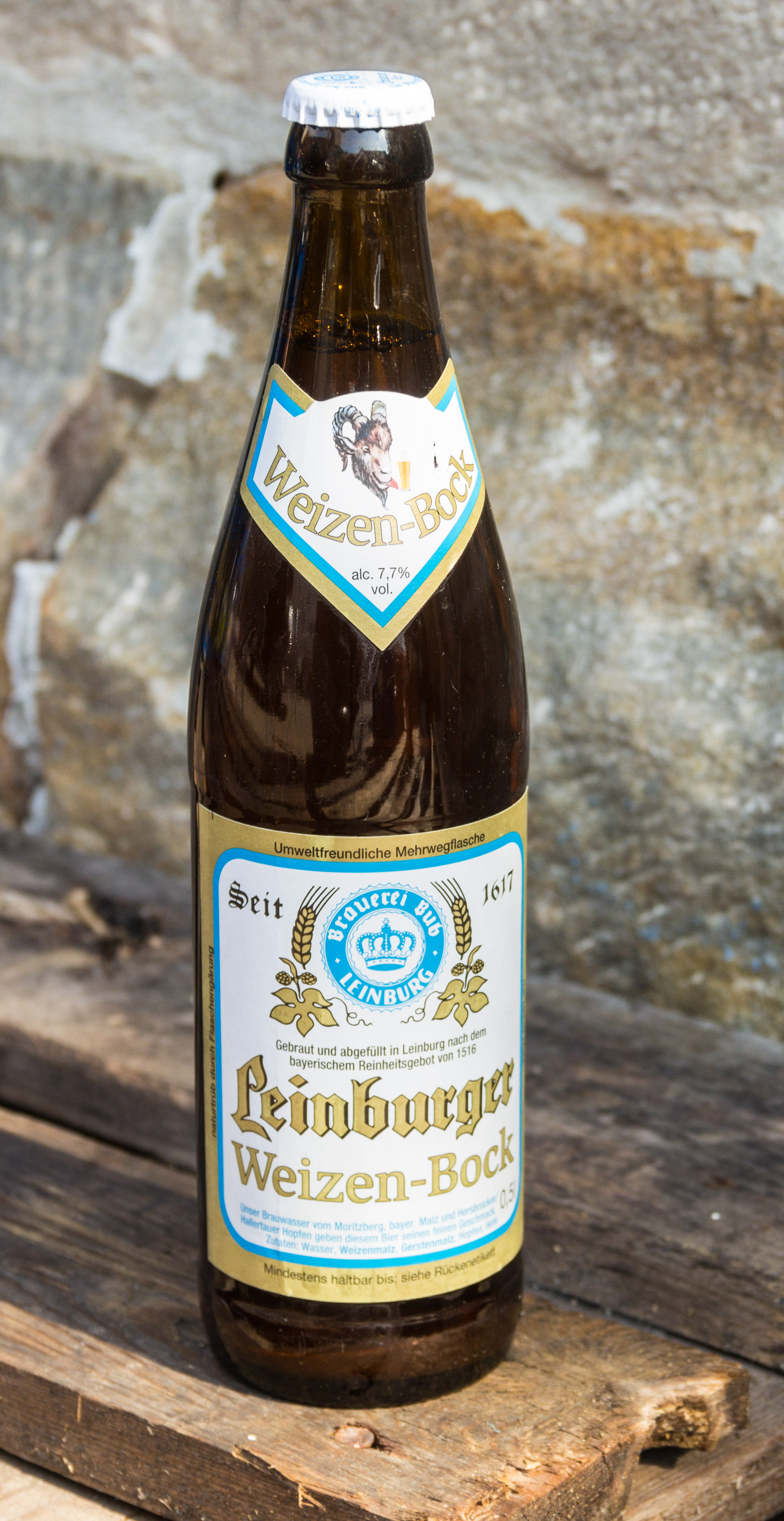
Leinburger Weizen-Bock
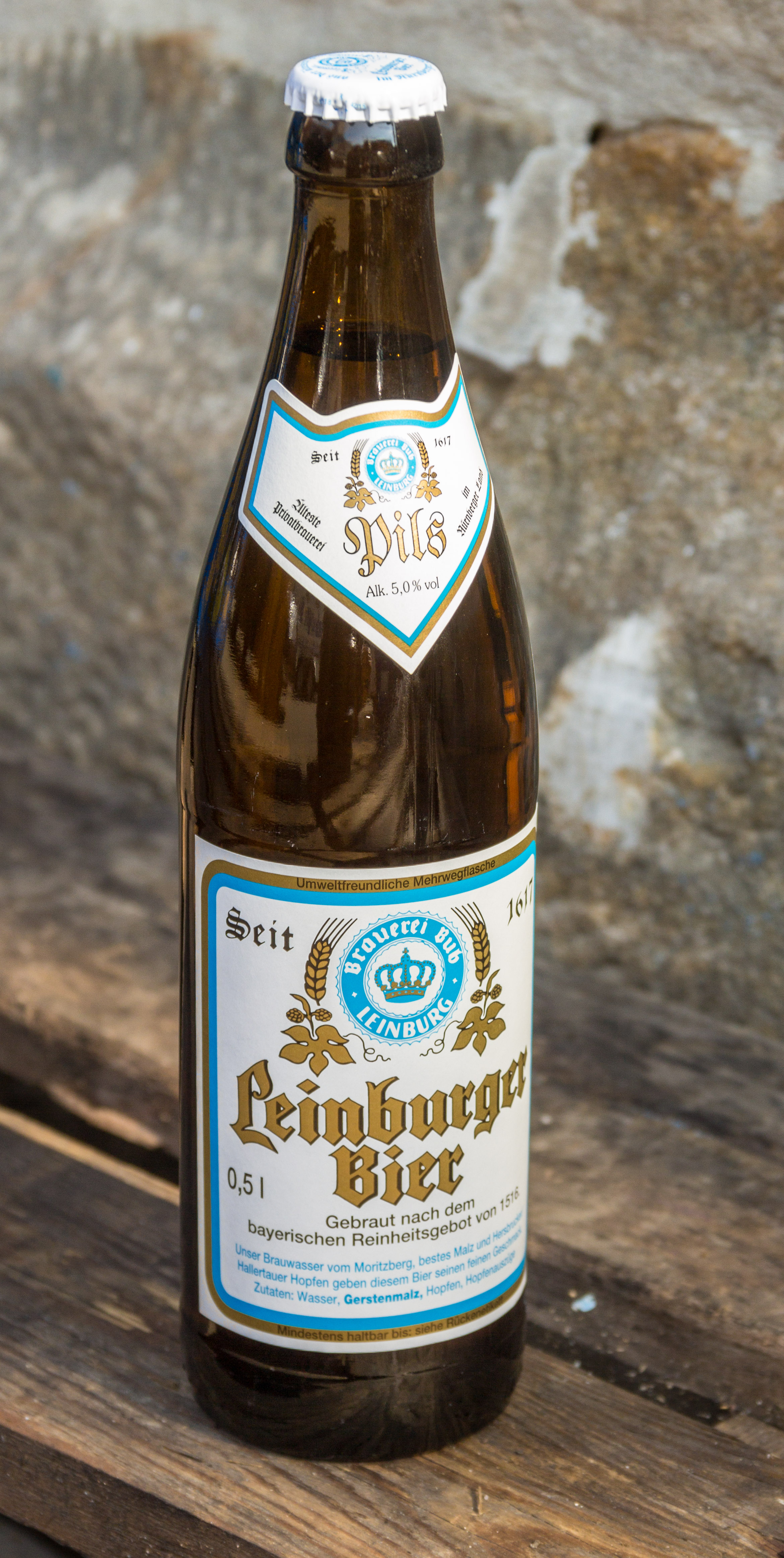
Pils
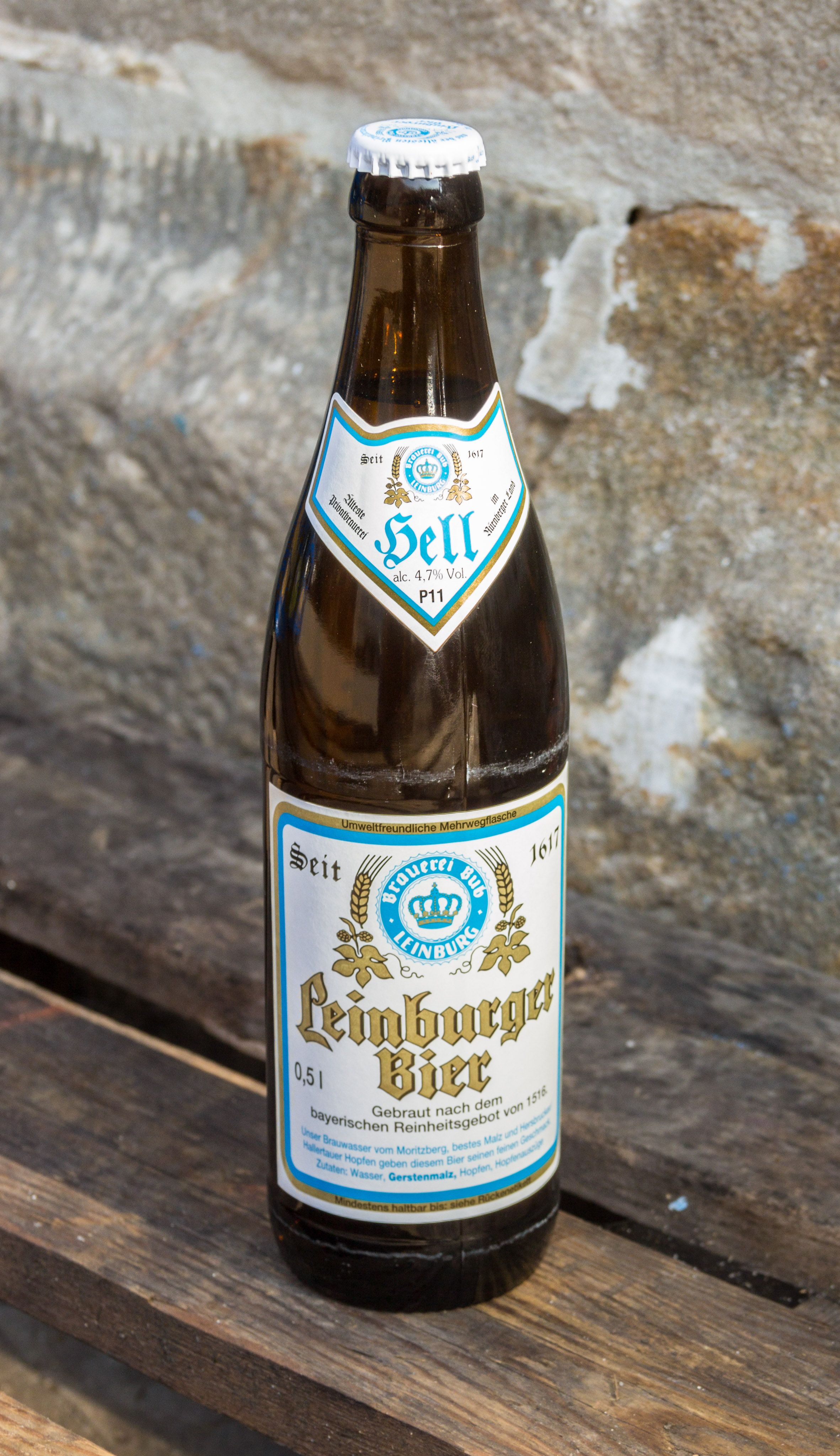
Hell
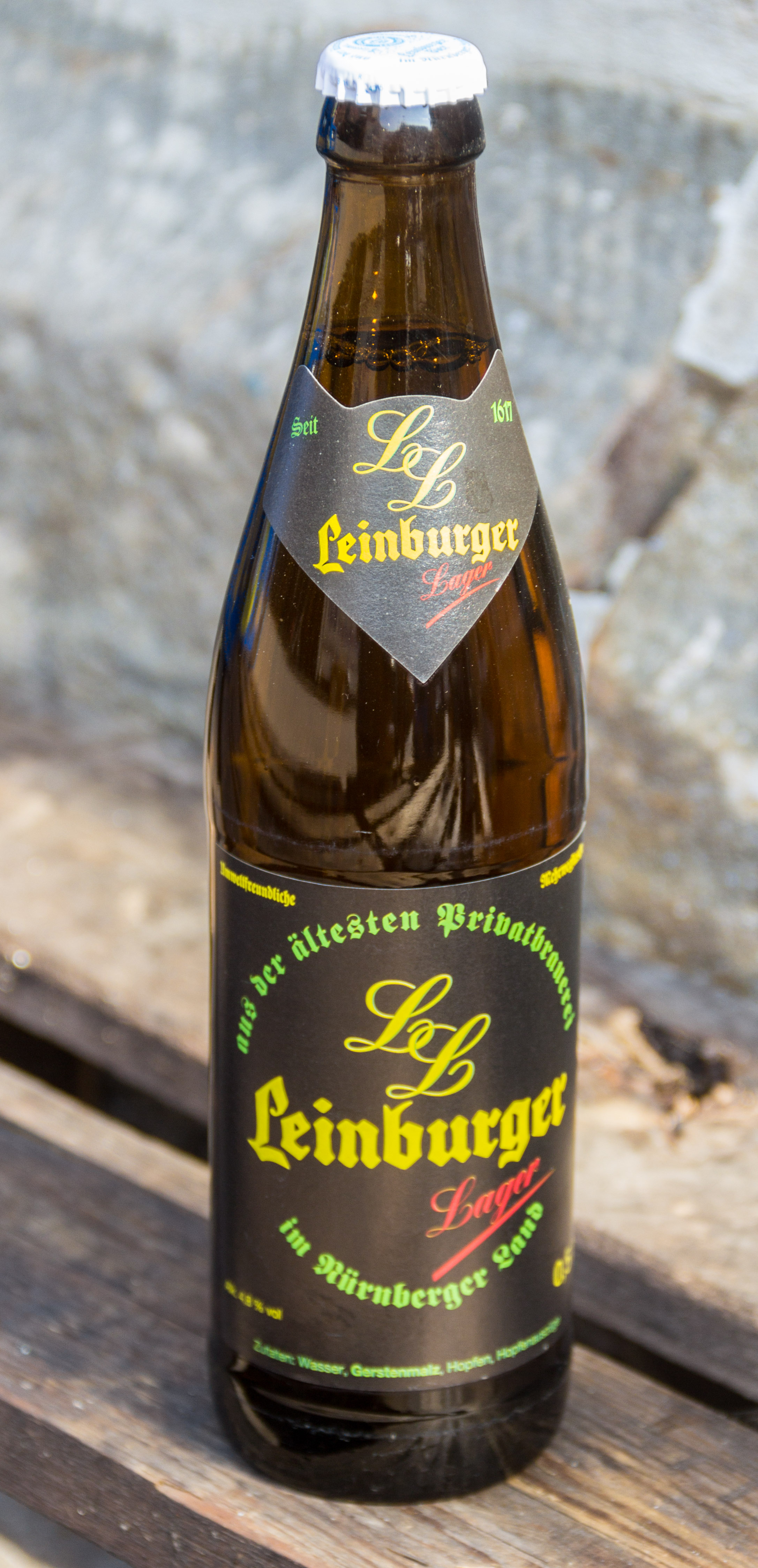
Lager
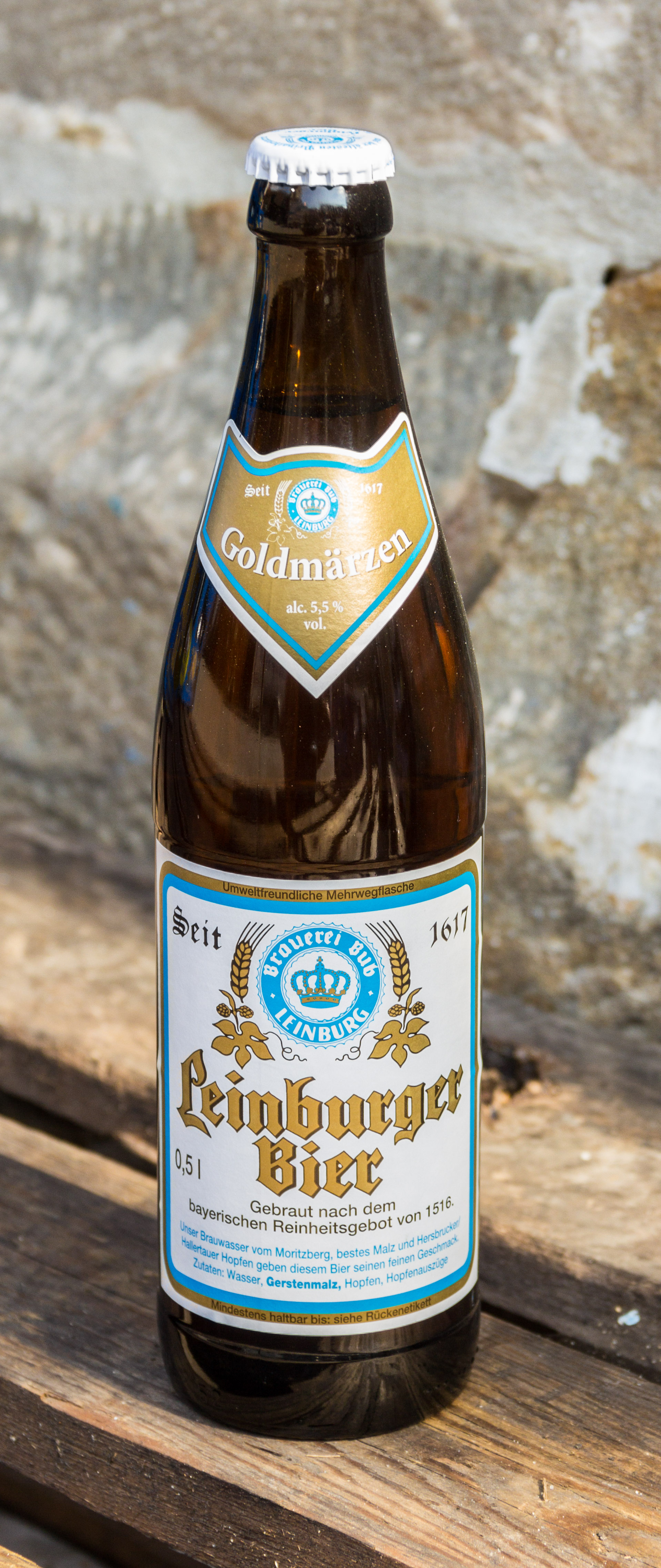
Gold- märzen

- Leinburger Dunkel
- Leinburger Senatoren Dunkel
- Leinburger Pils
- Leinburger Hell
- Leinburger Lager
- Leinburger Goldmärzen
- Leinburger Weihnachtsfestbier
- Leinburger Jubiläumsbier 1617

- Weißbier
- Weizen- bock
- Pils
- Hell
- Lager
- Gold- märzen

## Historische Brauereigebäude

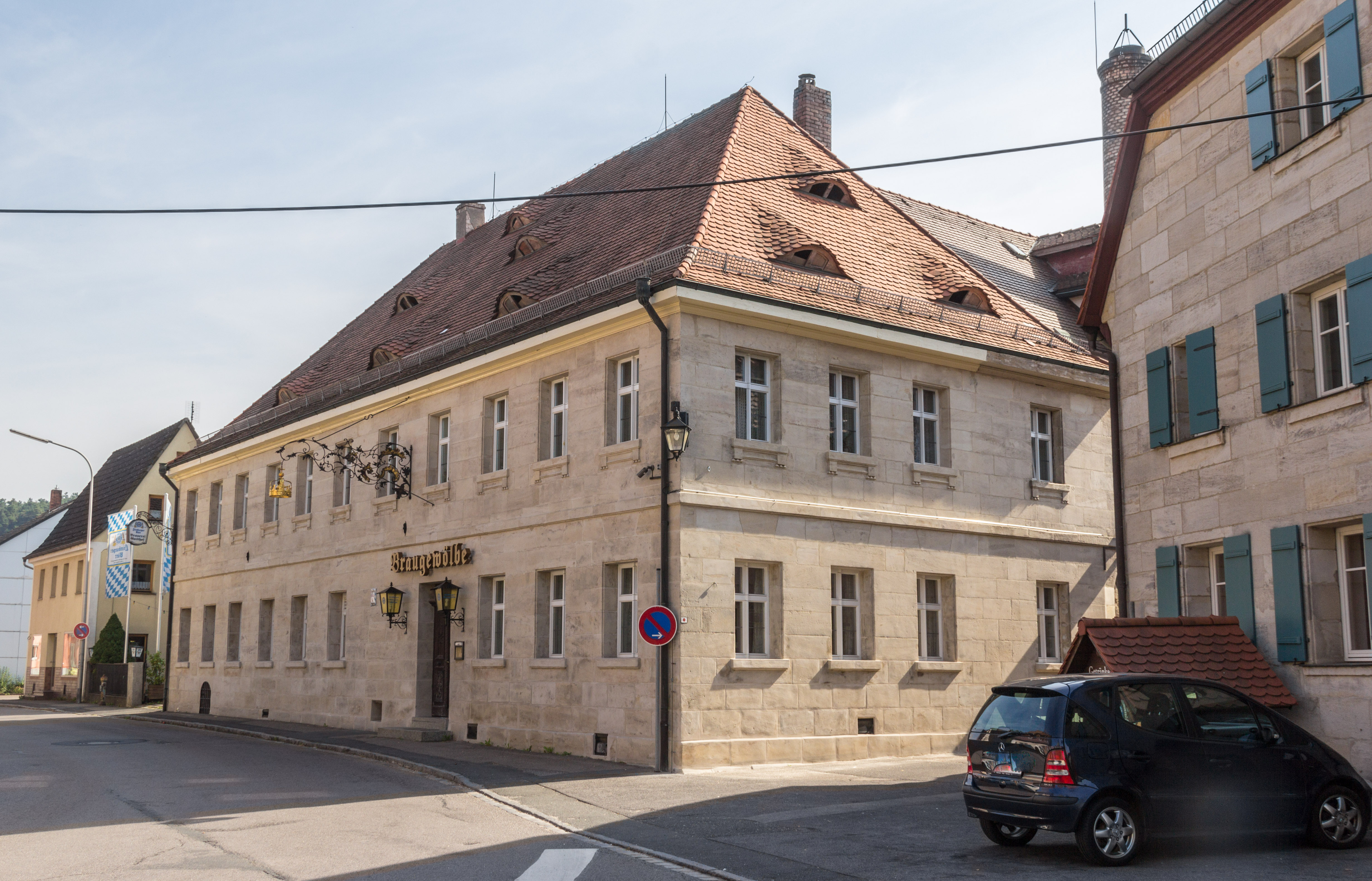
Der Brauereigasthof

Das ursprüngliche Brauhaus entstand im 17. Jahrhundert und wurde seitdem äußerlich kaum verändert. In der Mitte des 19. Jahrhunderts erfolgte der Anbau eines Gasthofs in Quaderbauweise mit Walmdach und Fledermausgauben. Die Fenster weisen dekorativ gestaltete Gewände mit Karniesornamenten auf. Die gemalten Patrizierwappen im Obergeschoss deuten auf die Beziehung zum reichsstädtischen Nürnberg hin. Der Gebäudekomplex steht unter Denkmalschutz und schließt an die Pfarrkirche St. Leonhard an.